# Schizoglossum
Schizoglossum es un género de plantas fanerógamas de la familia Apocynaceae. Contiene 206 especies. Es originario de África donde se encuentra en Sudáfrica en los pastizales, a menudo cerca de arroyos, en alturas de 10-2,700 metros.

## Descripción
Son plantas herbáceas erectas que alcanzan los 7-130 cm de alto, con o sin baja densidad de ramificado, con el látex de color blanco, los órganos subterráneos de raíz en forma de tubérculos. Los brotes son anuales, glabros o escasamente, pilosos o pubescentes, a lo largo de dos líneas. Las hojas son generalmente opuestas o verticiladas o alternas, cortamente pecioladas;  herbáceas, de 2-8.5 cm de largo y 0.4-3 cm de ancho, lineales o triangular deltadas u oblongas, sagitadas basalmente, el ápice agudo u obtuso, ligeramente revoluto.
Las inflorescencias son extra-axilares, solitarias, más cortas que las hojas adyacentes a casi tan largas como las hojas adyacentes, con 3-15 flores, simples,  generalmente pedunculadas o sésiles.

## Taxonomía
El género fue descrito por Ernst Heinrich Friedrich Meyer y publicado en Commentariorum de Plantis Africae Australioris 218–9. 1838.

## Especies seleccionadas
- Schizoglossum aciculare
- Schizoglossum addoense
- Schizoglossum alpestre
- Schizoglossum altissimum
- Schizoglossum altum